# Arnold Grothusen
Arnold Grothusen, död i juni 1599 i Warszawa, var en lärare till Sigismund.
Arnold Grothusen inskrevs vid Rostocks universitet 1560. Enligt uppgift tillhörde han en gammal livländsk adelsätt. Omkring 1570 gifte han sig med kungliga sekreteraren Nils Rask syster Anna Blasiusdotter, som var änka efter Mårten Helsing och fick därmed kontakter inom Stockholms borgerskap. Han vistades 1574 i Reval och var då i Pontus De la Gardies tjänst. I ett brev samma år framgår att han sedan tidigare gjort bekantskap med Johan III. 1575 uppges han vara kronans sekreterare i Livland. Han fungerade 1575-1584 som Sigismunds lärare. Som sådan erhöll han flera hemman och tomter i Stockholm i förläning och uppskattades mycket av Johan III för sina insatser. Han skrev sig till det tidigare Långbro gård som han inköpt av arvingarna till Mårten Helsing. 
1588 besökte han Sigismund i Polen och närvarade troligen vid dennes kröning i Kraków december 1587, men var 1589 åter i Stockholm. han erhöll fortsatt underhåll från kungahuset. Det har tvistats om Grothusen var katolik eller inte. Erik Jöransson Tegel har menat att Grothusen bidrog till Sigismunds övergång till katolicismen. Grothusens måg Johannes Messenius har dock framhållit att han var protestant och Grothusen tillhörde tyska protestantiska församlingen. Han uppräknas inte heller i Antonius Possevinos lista över katoliker i Stockholm. 
Hans nära förbindelser med kungahuset gjorde dock hans situation i Sverige allt svårare. Han skall enligt uppgift 1594 försökt medla mellan Sigismund och hertig Karl. 1599 fick han pass av hertig Karl för att lämna Sverige och besöka Sigismund, och pantsatte i samband med detta Långbro gård till änkedrottning Katarina med rätt för hustrun att bo kvar där. Han avled dock kort efter ankomsten till Warszawa och begrovs i Danzig. Kort därefter lämnade hustrun och de yngre barnen Sverige och bosatte sig i Polen.